# Kalli Bjarni
Karl Bjarni Guðmundsson aka Kalli Bjarni, född 6 januari 1976 i Reykjavik, är en isländsk sångare som fick sin framgång när han vann Idol Stjörnuleit, den isländska versionen av Idol.

## Idol Stjörnuleitframträdanden
- Semifinal: (Sittin' On the) Dock of the Bay av Otis Redding
- Top 9: Reyndu Aftur av Mannakorn
- Top 7: How Deep is Your Love? av Bee Gees
- Top 6: Slá Í Gegn av Stuðmenn
- Top 5: Greased Lightning av John Travolta
- Top 4: I Still Haven't Found What I'm Looking For av U2
- Stora finalen: Lag Jóns & Stefáns
- Stora finalen: Mustang Sally av Wilson Pickett

## Diskografi
- 2004 – Kalli Bjarni